# Ӧ
Ӧ (kleingeschrieben ӧ, IPA-Aussprache /u/ (kurdisch), /ø/ (altaisch, chakassisch), /œ/ (Mari), /ə/ (Komi), /ʌ/ (udmurtisch)) ist ein Buchstabe des kyrillischen Alphabets, bestehend aus einem О mit Diärese. Er wird in der kurdischen, altaischen, chakassischen, Mari-, Komi- und der udmurtischen Sprache verwendet. 